# The TV Album
The TV Album é a sétima coletânea do músico norte-americano "Weird Al" Yankovic, lançada em 1995 pela gravadora Scotti Brothers Records. Semelhantemente à coletânea The Food Album, que continha apenas canções relacionadas a comida, essa coletânea também possui canções com apenas um tema: televisão.

## Faixas
1. "Bedrock Anthem" - 3:43
2. "I Can't Watch This" - 3:31
3. 'Frank's 2000" TV'" - 4:07
4. "Money for Nothing/Beverly Hillbillies*" - 3:14
5. "Ricky" - 2:37
6. "Talk Soup" - 4:25
7. "Here's Johnny" - 3:25
8. "The Brady Bunch" - 2:41
9. "Cable TV" - 3:38
10. "I Lost on Jeopardy" - 3:29
11. "UHF" - 5:08